# Equisetum californicum
Equisetum californicum là một loài dương xỉ trong họ Equisetaceae. Loài này được Milde G.N. Jones mô tả khoa học đầu tiên năm 1938.